# Špachtle

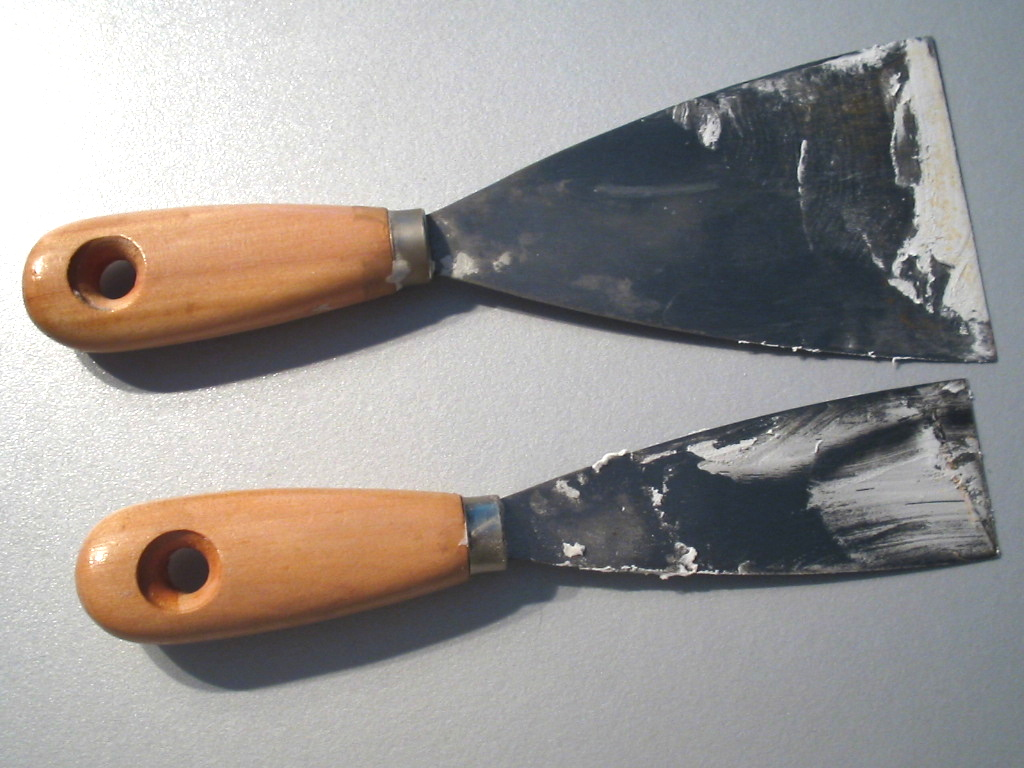
Malířské stěrky

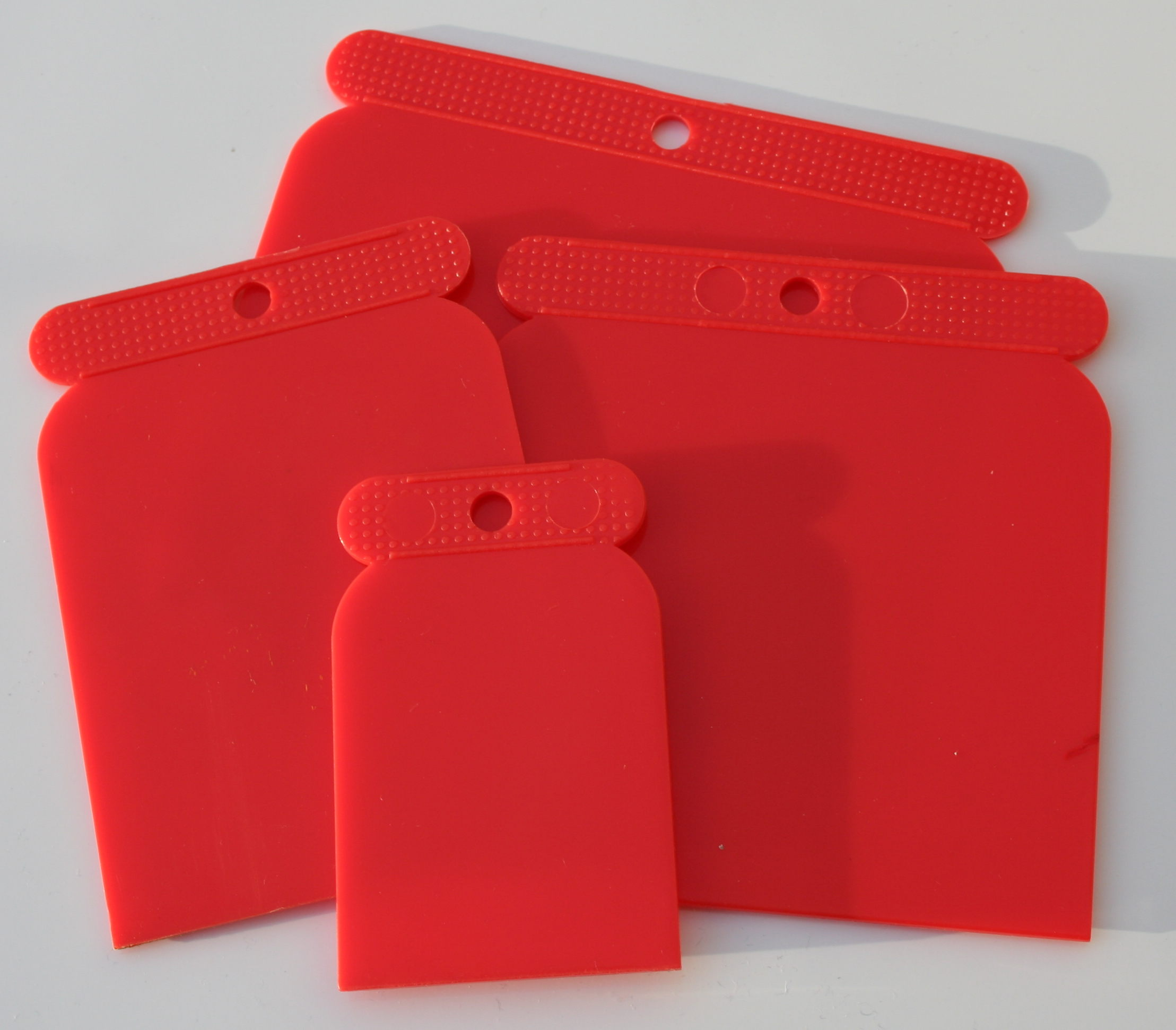
Plastové lakýrnické stěrky, zvané japonské stěrky

Špachtle (podle německého Spachtel) čili stěrka je jednoduchý ruční nástroj užívaný zejména při řemeslné činnosti nebo při domácích pracích. Jedná se o plechový předmět zpravidla trojúhelníkovitého tvaru opatřený rukojetí pro jeho snadnější úchop rukou.
Je užíván ve štukatérství, řemeslném malířství, natěračství, opravách karosérií nebo při umělecké tvorbě apod. V obchodech s domácími potřebami jsou běžné k dostání plechové špachtle různých velikostí a zaúhlení jak s plastovými nebo i dřevěnými rukojetěmi. Užívá se k roztírání sádry nebo jiných tmelících hmot nebo k odstraňování staré malby či nátěrů apod.

## Příbuzné nástroje
- Stěrka
- Škrabák